# Torta di Dinant

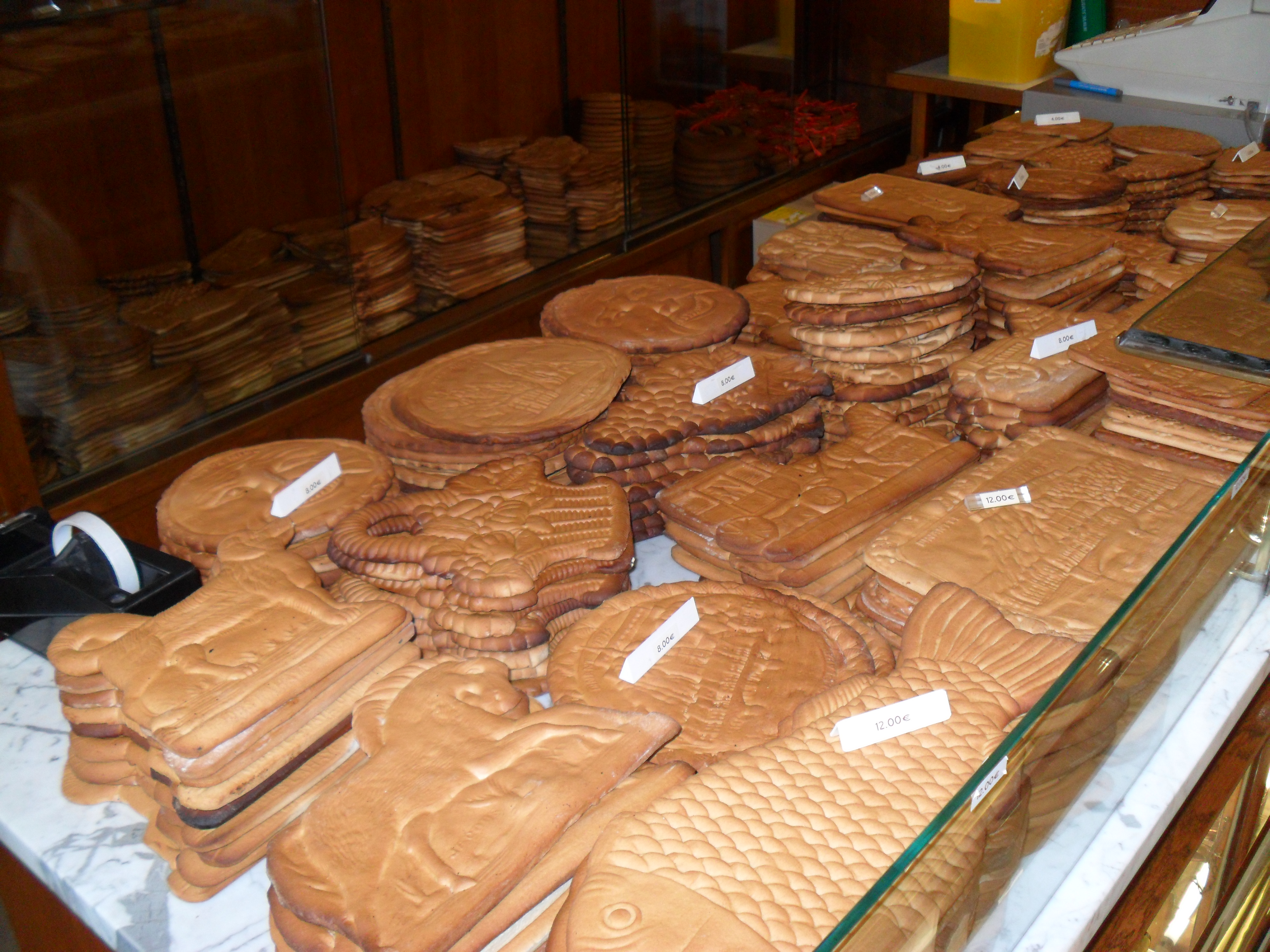
Torte di Dinant in una pasticceria di Dinant

La torta di Dinant (in francese couque de Dinant) è un biscotto dolce e molto duro, tipico della città vallone di Dinant, in Belgio.

## Preparazione
I biscotti sono preparati con due soli ingredienti, farina di grano e miele, in quantità uguali, e nient'altro: nemmeno acqua o lievito. L'impasto viene posto in uno stampo di legno di pero, noce o faggio. Gli stampi hanno una grande varietà di forme, che includono animali, motivi floreali, persone o paesaggi.
I biscotti vengono cotti per 15 minuti in un forno preriscaldato a circa 300 °C, consentendo così al miele di caramellare. Quando si raffredda, il biscotto diventa molto duro e può essere conservato per un tempo indefinito. Grazie a questa proprietà, i biscotti possono essere esposti come decorazioni, usati come ornamenti per gli alberi di Natale o in occasioni speciali.
In una variante, la torta di Rins, si aggiunge anche zucchero all'impasto, ottenendo così biscotti più dolci e più morbidi.

## Consumo

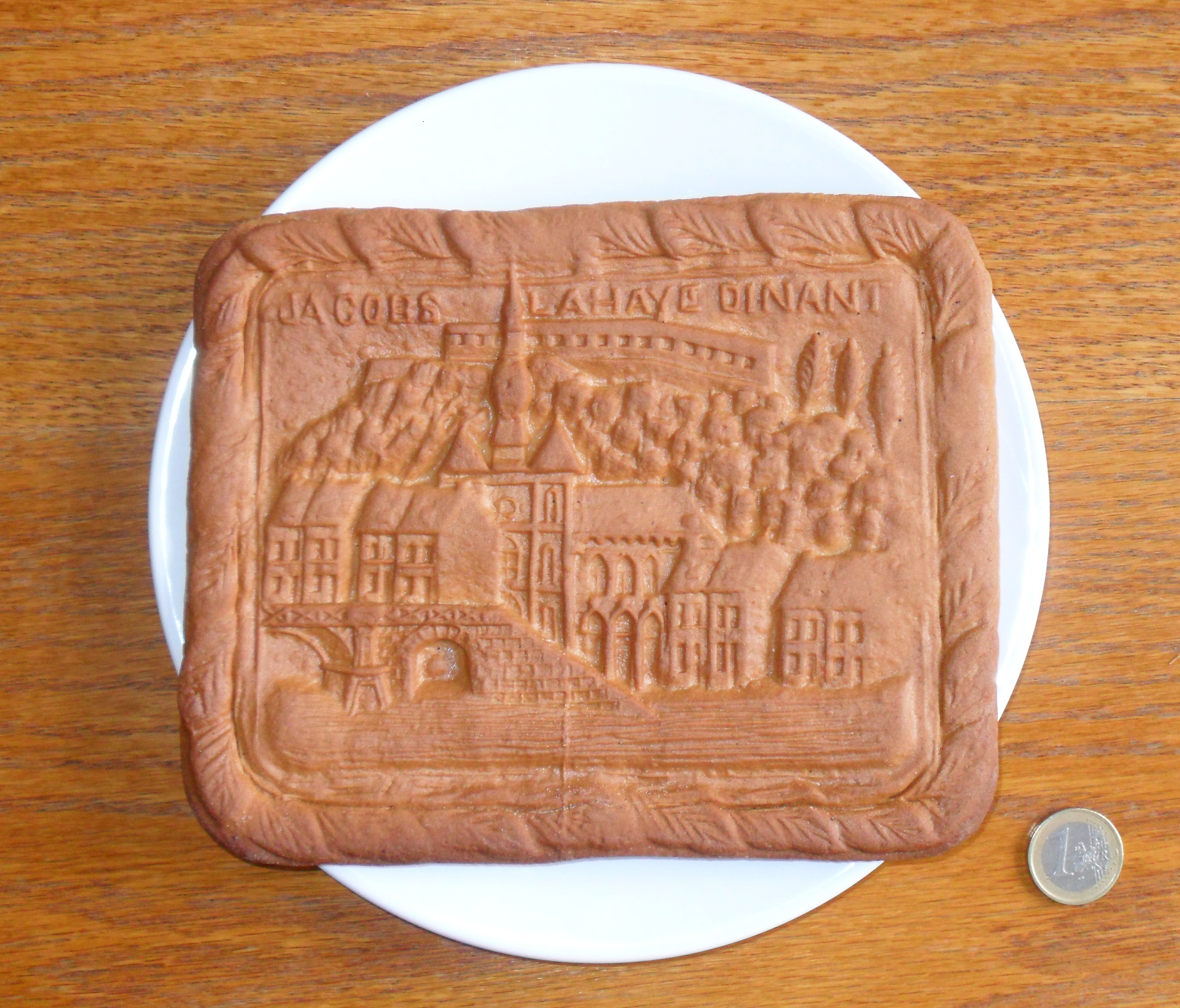
Le torte di Dinant sono abbastanza grandi. Qui ne viene mostrata una piccolina, con una moneta da 1 euro per indicare la scala. Il motivo impresso sulla torta è una vista della città di Dinant.

A causa della loro estrema durezza e delle dimensioni piuttosto grandi, le torte di Dinant non sono state studiate per essere morse direttamente. Vengono invece spezzate in frammenti, per poi essere masticate, lasciate sciogliere in bocca o venire immerse nel caffè.
Le torte di Dinant venivano tradizionalmente date ai bambini durante il periodo della dentizione.
Le pasticcerie di Dinant hanno un grande smercio di torte durante la stagione estiva, grazie all'afflusso di turisti. Il consumo dei biscotti è però maggiore in dicembre, quando ci si avvicina al giorno di San Nicola; in quel periodo dell'anno le torte di Dinant vengono vendute e consumate in tutto il Belgio.

## Origini
Una leggenda popolare, sebbene improbabile, sostiene che i biscotti traggono origine dal saccheggio di Dinant nel 1466 da parte di Carlo I di Borgogna durante le guerre di Liegi. Si narra che i cittadini fossero disperati e avessero ben poco da mangiare, se non farina e miele; pensarono quindi di fare un impasto mescolando insieme i due ingredienti. L'impasto era talmente duro che ebbero l'idea di stamparlo in negativo utilizzando le dinanderie (decorazione locale in ottone), dando inizio alla tradizione di decorare la torta con motivi ornamentali.
Certo è che la torta iniziò ad apparire ben più tardi, nel XVIII secolo, anche se restano poco chiare le esatte circostanze della sua ideazione.

## Dolci simili
- I "Tirggel", prodotti in Svizzera nel Canton Zurigo.
- La "'Nzuddha" (o "mostacciolo calabrese"), dolce tipico di Soriano Calabro, in provincia di Vibo Valentia.